# Pesca artesanal

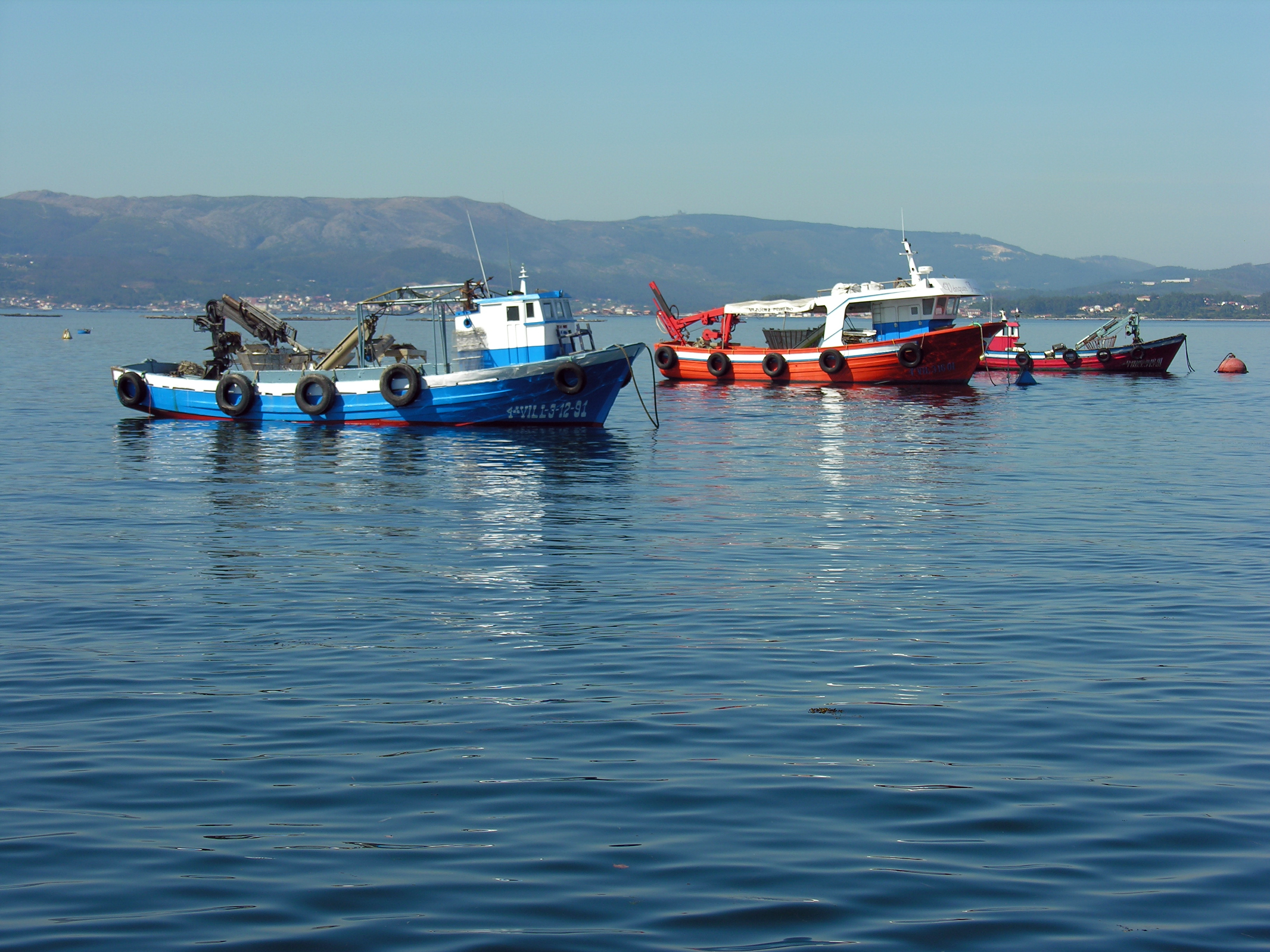
Buques pesca artesanal faenando en la Isla de Arosa.

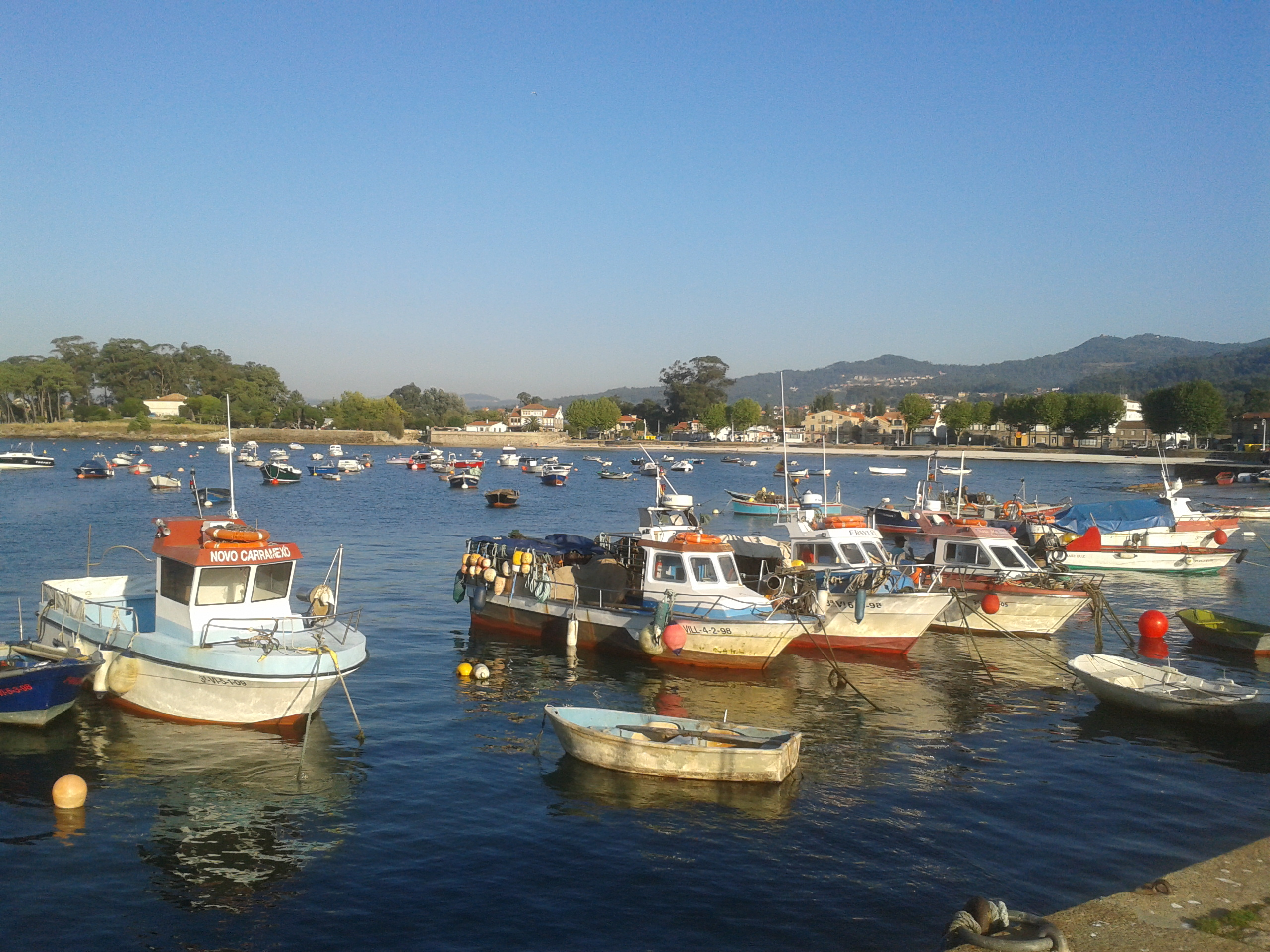
Buques pesca artesanal amarrados en Corujo, Vigo.

La pesca artesanal es un tipo de actividad pesquera que utiliza técnicas tradicionales con poco desarrollo tecnológico. La practican pequeños barcos en zonas costeras a no más de 10 millas de distancia, dentro de lo que se llama mar territorial. Se mantiene en regiones poco desarrolladas donde la producción es escasa y sirve básicamente para el autoconsumo; solo una pequeña parte se destina al mercado. Para este tipo de pesca se utilizan Yariksas que extraen gran cantidad de especies de peces, mariscos, moluscos y crustáceos. 
En la actualidad se intenta promover este tipo de actividad pesquera con el apoyo de diferentes organizaciones a lo largo del mundo, ya que incluye únicamente métodos no destructivos y selectivos para su ejecución; es decir, en este tipo de pesca no se utilizan redes de arrastre, palangres, grandes redes de cerco, ni dragas hidráulicas, las cuales no solo destruyen ecosistemas marinos, sino que también son prácticas poco selectivas , en las cuales se ven atrapadas muchas especies que no son objetivo de pesca. Igualmente con el apoyo de estas organizaciones, se vienen desarrollando proyectos con los cuales se impulsa la pesca responsable; tipo de actividad que respalda el consumo de especies que no se encuentren bajo ninguna amenaza, que presenten un tamaño reglamentario, y que sean pescadas en ciertos periodos específicos, es decir, implementando vedas en periodos de reproducción. Organizaciones tales como MarViva, OLDEPESCA Y COPEMED, son algunas de las que se encuentran desarrollando este tipo de actividades, para lo cual buscan promover esquemas económicos que apoyen el ordenamiento de las actividades humanas en el mar (MarViva), poner en marcha estudios pilotos en ciertas regiones, para ver si son aplicables a otros lugares (COPEMED) y promover el desarrollo sostenible de las pesquerías de la región, preservando el medio marino y de agua dulce, mediante la aplicación de políticas de pesca responsable (OLDEPESCA). Todo esto se realiza a  través del trabajo con las diferentes comunidades costeras en las que desarrollan los proyectos, por lo cual se busca generar espacios de discusión con estas mismas en los cuales se busca sensibilizar y concientizar sobre las actividades humanas en el mar.Por otra parte este trabajo con las comunidades, busca estimular las posibilidades de trabajo e ingresos económicos de estas mismas, buscando seguridad alimentaria, no solo para ellas sino para aumentar la oferta a los mercados, y así mismo el rango de distribución de los productos obtenidos por este método.  
En países como Colombia, Panamá, Costa Rica, Belice, Bolivia, Cuba, Ecuador, El Salvador, Guyana, Honduras, México, Venezuela, Perú y Nicaragua, ya se desarrollan este tipo de iniciativas gracias a MarViva y OLDEPESCA, mientras que Francia, Marruecos, Italia, Malta, España, Túnez, Libia y Argelia son parte del estudio de COPEMED. Todo esto busca como finalidad promover la pesca artesanal como una fuente de alimento sostenible y responsable, para así lograr una oferta suficiente para los mercados, que cumpla con los parámetros de higiene y abastecimiento suficientes para cubrir no solo el auto-consumo, sino mercados más grandes. 

## La pesca artesanal en Cataluña
La pesca artesanal en Cataluña es una actividad ancestral que representa una parte esencial de su cultura, economía y biodiversidad marina. Esta práctica utiliza embarcaciones pequeñas y artes de pesca tradicionales, adaptadas a las condiciones del litoral mediterráneo, con un impacto ambiental reducido en comparación con la pesca industrial.

### Artes de pesca utilizadas
Las herramientas más comunes incluyen redes de trasmallo, palangres y nasas. Estas técnicas son selectivas y permiten capturar especies específicas, como el mero (Epinephelus marginatus), el pulpo (Octopus vulgaris) y el salmonete (Mullus barbatus).

### Embarcaciones y métodos
Las embarcaciones empleadas suelen tener menos de 12 metros de eslora y operan en jornadas cortas, normalmente cercanas a la costa. Este sistema permite una menor explotación de los recursos y facilita la regeneración natural de las especies.

### Áreas de pesca
En Cataluña, los pescadores artesanales operan principalmente en zonas costeras, como el Cap de Creus, el Delta de l'Ebre y la costa del Garraf. Estas áreas combinan biodiversidad con una larga tradición pesquera.

### Impacto socioeconómico
La pesca artesanal emplea a más de 2.000 pescadores en Cataluña, generando ingresos significativos en comunidades costeras como Rosas, Palamós y Villanueva y Geltrú. Además, esta práctica promueve la venta de pescado fresco en mercados locales, fortaleciendo la economía circular.

### Sostenibilidad y retos
- Conservación de especies  La pesca artesanal, debido a su carácter selectivo, es clave para la conservación de especies marinas y la preservación de hábitats sensibles, como las praderas de posidonia (Posidonia oceanica). Sin embargo, enfrenta desafíos como el cambio climático y la contaminación marina.[5]
- Regulaciones y gestión  Las autoridades catalanas han implementado normativas específicas para garantizar la sostenibilidad de la pesca artesanal, como restricciones en las temporadas de pesca y la limitación del esfuerzo pesquero.[6]

### Perspectivas futuras
Se están desarrollando proyectos para fortalecer la pesca artesanal en Cataluña mediante la creación de áreas marinas protegidas y programas de co-gestión pesquera, donde pescadores y científicos trabajan juntos para mejorar la sostenibilidad del sector.